# 小行星3933
小行星3933（英語：3933 Portugal）是一颗围绕太阳公转的小行星。1986年3月12日，R. M. West在拉西拉天文台发现了此天体。
这颗小行星的绝对星等为244.80240等。